# Jerzy Szczerbiński

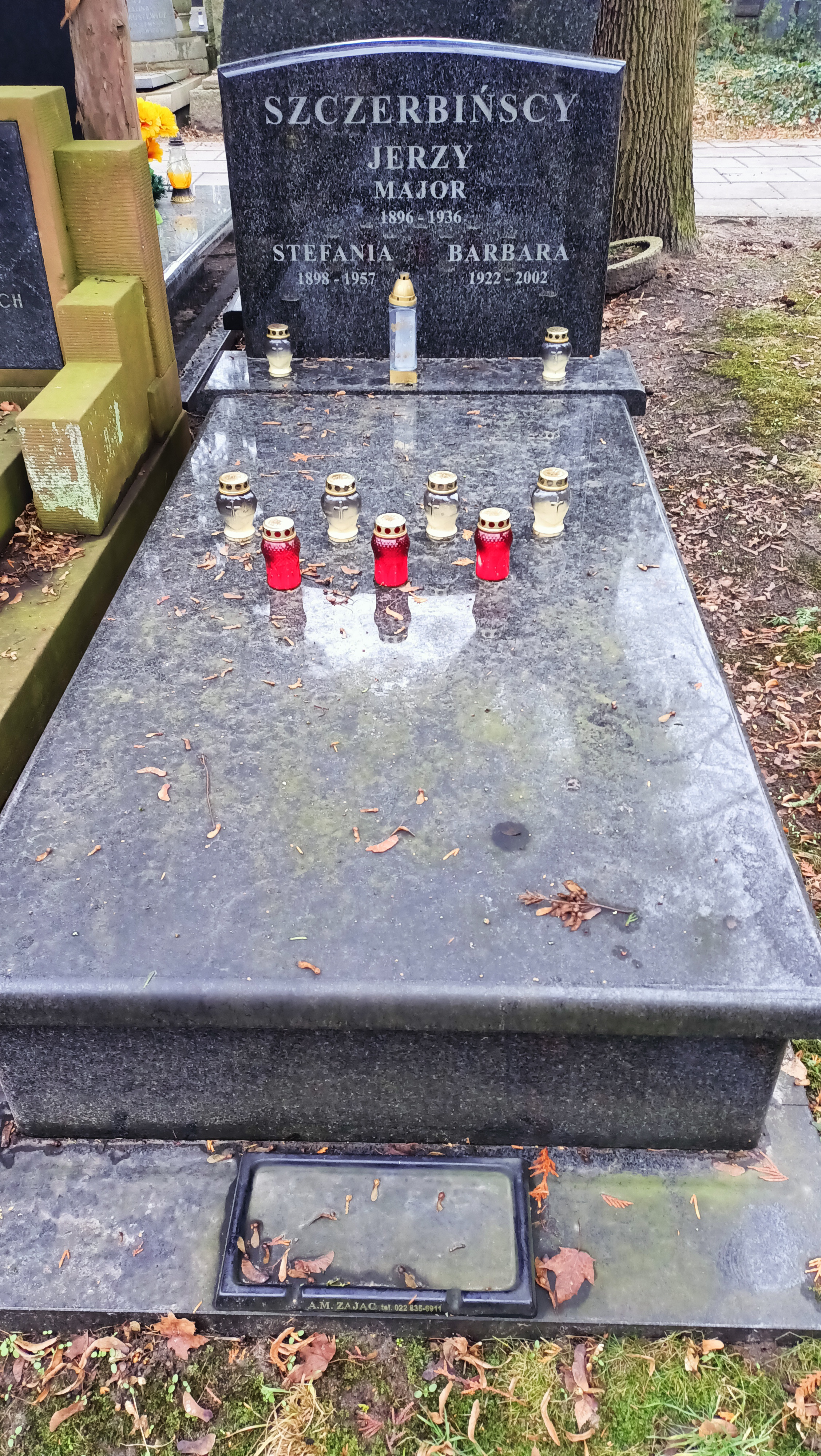
Grób Jerzego Śzczerbińskiego na Cmentarzu Wojskowym na Powązkach

Jerzy Szczerbiński (ur. 12 października 1896 w Warszawie, zm. 4 października 1936 w Otwocku) – major dyplomowany piechoty Wojska Polskiego, kawaler Orderu Virtuti Militari.

## Życiorys
Urodził się 12 października 1896 w Warszawie jako syn Bazylego i Marty z d. Raszke. Ukończył siedem klas w gimnazjum filologicznym w rodzinnym mieście.
14 lutego 1921 został przydzielony do Najwyższej Komisji Opiniującej przy Naczelnym Wodzu, a jego oddziałem macierzystym był wówczas 40 pułk piechoty. 1 kwietnia 1922 został przydzielony do Francuskiej Misji Wojskowej przy Wyższej Szkole Wojennej w Warszawie. 3 maja 1922 został zweryfikowany w stopniu porucznika ze starszeństwem od 1 czerwca 1919 i 2133. lokatą w korpusie oficerów piechoty, a jego oddziałem macierzystym był nadal 40 pp. Później został przeniesiony macierzyście do 26 pułku piechoty we Lwowie z pozostawieniem na dotychczasowym stanowisku. W październiku 1924 został przeniesiony do 30 pułku piechoty w Warszawie. W tym samym roku zdał maturę w Gimnazjum Państwowym im. Adama Mickiewicza w Warszawie. 1 listopada 1925 został przydzielony do Wyższej Szkoły Wojennej w Warszawie, w charakterze słuchacza Kursu 1925/27. 28 października 1927, po ukończeniu kursu i otrzymaniu dyplomu naukowego oficera Sztabu Generalnego, został przeniesiony do kadry oficerów piechoty z równoczesnym przydziałem do 23 Dywizji Piechoty w Katowicach na stanowisko oficera sztabu. 19 marca 1928 prezydent RP nadał mu stopień kapitana z dniem 1 stycznia 1928 i 155. lokatą w korpusie oficerów piechoty. W sierpniu 1929 został przeniesiony do 73 pułku piechoty w Katowicach. W listopadzie 1930 został przeniesiony do Biura Ogólno Administracyjnego Ministerstwa Spraw Wojskowych w Warszawie. We wrześniu 1933 został przeniesiony do 30 pułku piechoty w Warszawie na stanowisko dowódcy kompanii. Prezydent RP nadał mu stopień majora ze starszeństwem z 1 stycznia 1936 i 87. lokatą w korpusie oficerów piechoty. W tym samym roku został przeniesiony do Biura Przemysłu Wojennego Ministerstwa Spraw Wojskowych w Warszawie. Zmarł 4 października 1936 w Otwocku. Został pochowany na Cmentarzu Wojskowym na Powązkach (kwatera A 19, rząd 7, grób 27).
Był żonaty ze Stefanią (1898–1957), z którą miał dwie córki: Barbarę (1922–2002) i Hannę (ur. 1925).

## Ordery i odznaczenia
- Krzyż Srebrny Orderu Wojskowego Virtuti Militari nr 1014[2]
- Medal Pamiątkowy za Wojnę 1918–1921[2]
- Medal Dziesięciolecia Odzyskanej Niepodległości[2]
- Krzyż Kawalerski Orderu Gwiazdy Rumunii – 1931[22]